# Ogólnopolski Związek Zawodowy Pielęgniarek i Położnych
Ogólnopolski Związek Zawodowy Pielęgniarek i Położnych – organizacja związkowa reprezentująca interesy środowiska pielęgniarskiego, utworzona przez Bożenę Banachowicz na bazie wielu organizacji regionalnych, m.in. założonego przez nią w 1992 związku zawodowego pielęgniarek we Włocławku.
Dorota Gardias, była przewodnicząca związku, pełni też funkcję wiceprzewodniczącej Forum Związków Zawodowych.

## Chronologia
- 15 kwietnia 2002 – związek zostaje członkiem Forum Związków Zawodowych
- 2005 – przeniesienie siedziby z Włocławka do Warszawy
- 19 czerwca 2007 – 15 lipca 2007 – protest pielęgniarek OZZPiP pod gmachem Kancelarii Prezesa Rady Ministrów Jarosława Kaczyńskiego w Alejach Ujazdowskich w Warszawie, który przeszedł do historii polskich protestów związkowych jako Białe miasteczko

## Przewodnicząca
- Bożena Banachowicz – 1996–2005
- Dorota Gardias – 2005–2011
- Longina Kaczmarska – 2011 (p.o.)
- Iwona Borchulska – 2011–2013
- Lucyna Dargiewicz – od 2013 - 2017
- Krystyna Ptok – od 2017